# HydroEngine
HydroEngine es un motor de juego creado por la empresa Blade Interactive para su próximo videojuego Hydrophobia para la consola Xbox 360; también será el primero en utilizar el motor de juego. Desarrollado en un periodo de 3 años, tiene una capacidad única que permite por primera vez renderizado de corrientes de agua y otros fluidos. Es enteramente dinámico, lo que significa que el efecto no se repite, y, por lo tanto permitiendo que se muestren efectos distintos cada vez. El motor puede integrarse con un motor de físicas de cuerpos sólidos como por ejemplo Havok, que permite a los objetos y escombros moverse junto con el fluido. Otra plataforma de desarrollo, llamada InfiniteWorldsGCS, interactúa directamente con el HydroEngine. Según los desarrolladores, es "una arquitectura subyacente, que puede interactuar a medida con  los editores para distintos proyectos de videojuegos".

## Videojuegos
Este es una lista de juegos que usan el HydroEngine:
- Hydrophobia (Xbox 360)[4]